# Xonacatla
Xonacatla är en ort i Mexiko.   Den ligger i kommunen Ixtacamaxtitlán och delstaten Puebla, i den sydöstra delen av landet, 140 km öster om huvudstaden Mexico City. Xonacatla ligger 2 285 meter över havet och antalet invånare är 199.
Terrängen runt Xonacatla är huvudsakligen lite bergig. Xonacatla ligger nere i en dal. Runt Xonacatla är det ganska tätbefolkat, med 65 invånare per kvadratkilometer. Närmaste större samhälle är Libres, 16,3 km sydost om Xonacatla. I omgivningarna runt Xonacatla växer huvudsakligen savannskog.